# Hotel górski PTTK Kalatówki

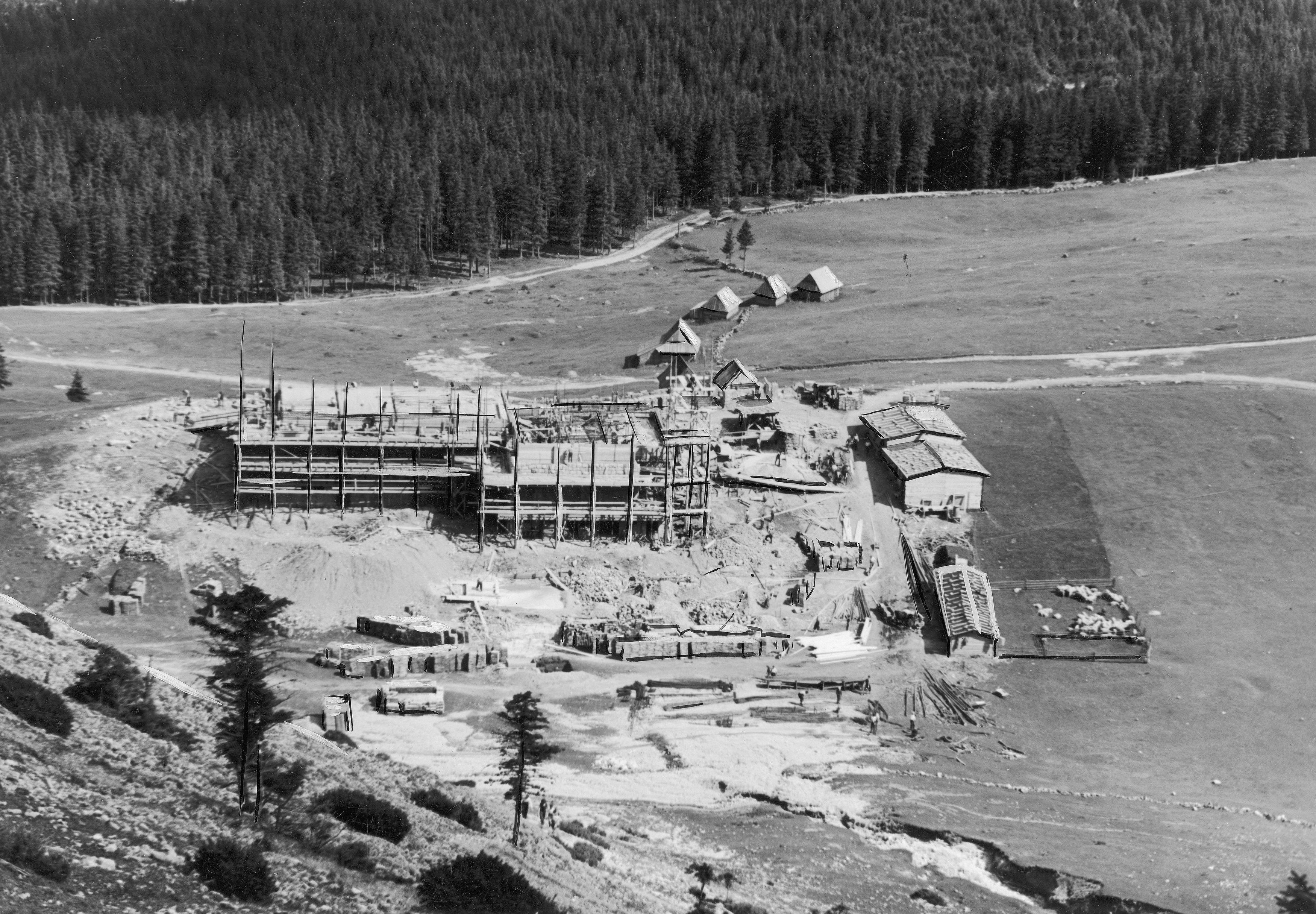
Budowa hotelu (1938)

Hotel górski PTTK Kalatówki – hotel znajdujący się na polanie Kalatówki w Zakopanem. Położony jest na wysokości 1198 m n.p.m. na morenie u podnóża Krokwi. Do hotelu prowadzi brukowana granitowymi kamieniami (tzw. „kocie łby”) Droga Brata Alberta z Kuźnic, zamknięta jednak dla pojazdów samochodowych (z wyjątkiem posiadających specjalne zezwolenia). W sezonie turystycznym wędrują nią w Tatry tłumy turystów.
Hotel wybudowany został przez Tatrzańskie Towarzystwo Narciarzy na potrzeby narciarskich Mistrzostw Świata FIS w 1938 roku. Zarządzany jest przez PTTK. Ma kubaturę 9700 m³ i posiada 86 miejsc noclegowych o wysokim standardzie w pokojach 1-, 2- i 5-osobowych oraz apartamenty. W hotelu jest restauracja, dwie kawiarnie, siłownia, sauna, wypożyczalnia sprzętu narciarskiego. Obok, na polanie Kalatówki zimą czynne są dwa wyciągi narciarskie Kalatówki.
Tutaj odbywał się w latach 1959-1960 i ponownie od 1997 roku legendarny Jazz Camping.

## Szlaki turystyczne
– zachodnia odnoga niebieskiego szlaku z Kuźnic Drogą Brata Alberta i obok hotelu górskiego do schroniska na Hali Kondratowej. Do rozgałęzienia przed hotelem biegnie razem ze szlakiem czarnym.
- Czas przejścia z Kuźnic do hotelu: 35 min, ↓ 25 min
- Czas przejścia z hotelu do schroniska: 50 min, ↓ 40 min

 – znakowana czarno Ścieżka nad Reglami w kierunku Doliny Białego i Sarniej Skały. Do rozgałęzienia przed hotelem biegnie razem ze szlakiem niebieskim. Czas przejścia od rozgałęzienia na Czerwoną Przełęcz: 1:25 h, z powrotem 1:10 h